# Pacific Football Club
El Pacific Football Club es un equipo de fútbol de Canadá con sede en Langford, Columbia Británica. Fue fundado en 2018 y disputa sus partidos de local en el Westhills Stadium. Participa en la Canadian Premier League desde 2019.

## Historia
El 5 de mayo de 2018, sin saber la localización, la Asociación Canadiense de Fútbol aceptó la creación de esta institución como equipo profesional. Más tarde, el 20 de julio de 2018, fue aprobado el ingreso del club a la Canadian Premier League, como un miembro más para el nuevo torneo, al tiempo que estableció su sede definitiva en la localidad de Langord, provincia de Columbia Británica. Michael Silberbauer, exfutbolista danés, fue nombrado como el primer entrenador en la historia del equipo.

## Uniforme
- Uniforme titular: Camiseta púrpura, pantalón púrpura y medias púrpuras.
- Uniforme alternativo: Camiseta celeste, pantalón blanco y medias celestes.

### Indumentaria y patrocinador
| Período       | Proveedor |
| ------------- | --------- |
| 2018-presente | Macron    |

| Período         | Patrocinador |
| --------------- | ------------ |
| 2018 – Presente | Volkswagen   |

## Estadio

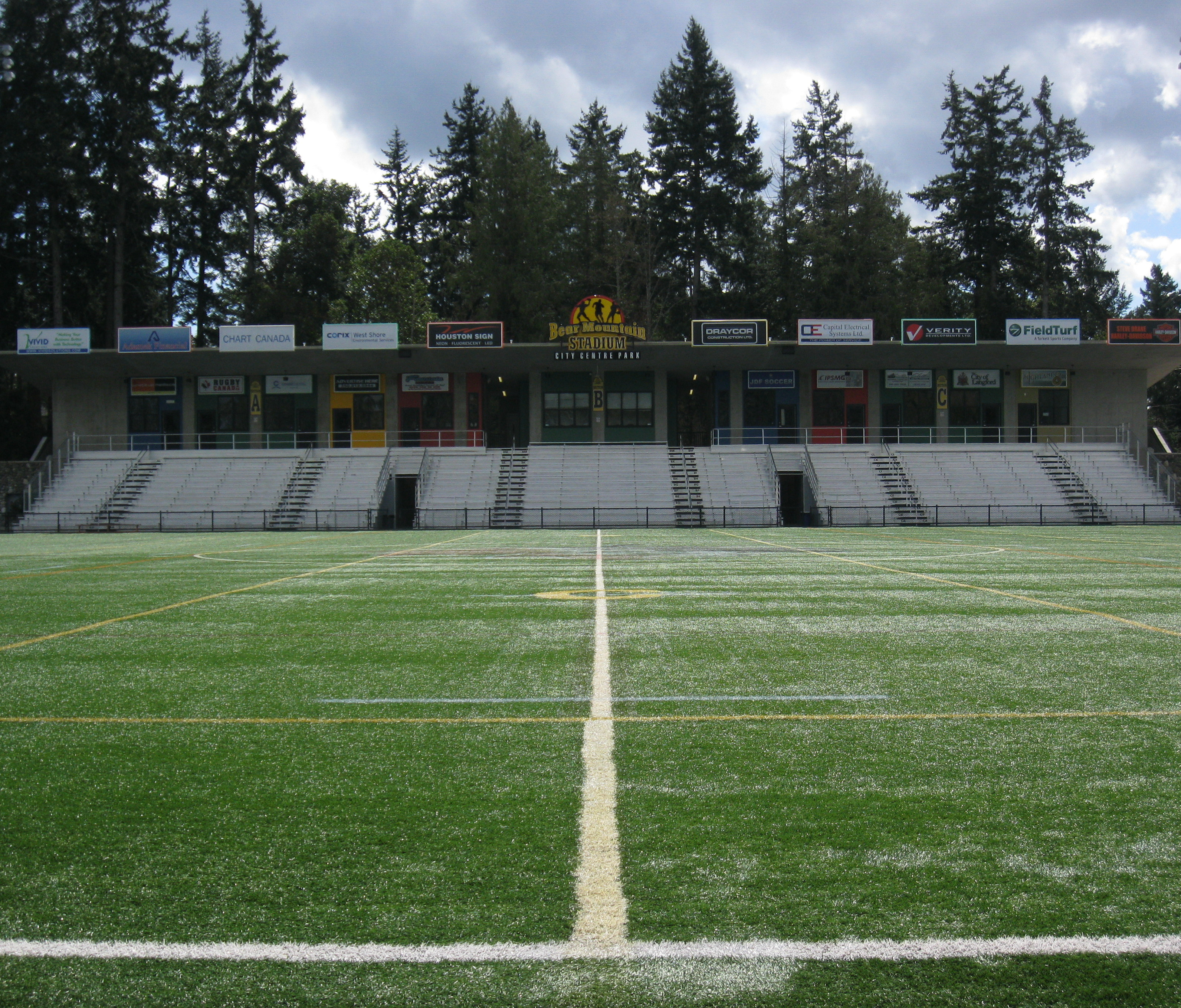
Westhills Stadium.

El Pacific FC juega sus partidos de local en el Westhills Stadium, que cuenta con una capacidad para 6.000 espectadores. Fue inaugurado en el 2009. También alberga partidos de rugby y fútbol canadiense.

## Jugadores

### Mercado de transferencias
| Altas                  | Altas         | Altas                | Altas    | Altas    | Altas    | Altas    |
| Jugador                | Posición      | Procedencia          | Tipo     |          |          |          |
| Invierno               | Invierno      | Invierno             | Invierno | Invierno | Invierno | Invierno |
| ---------------------- | ------------- | -------------------- | -------- | -------- | -------- | -------- |
| Mark Village           | Portero       | Cincinnati           | Libre.   |          |          |          |
| Nolan Wirth            | Portero       | Victoria Highlanders | Libre.   |          |          |          |
| Kadin Chung            | Defensa       | Kaiserslautern II    | Libre.   |          |          |          |
| Marcel de Jong         | Defensa       | Vancouver Whitecaps  | Libre.   |          |          |          |
| Matthew Baldisimo      | Mediocampista | Fresno               | Libre.   |          |          |          |
| Víctor Blasco          | Mediocampista | VIU Mariners         | Libre.   |          |          |          |
| Ben Fisk               | Mediocampista | Derry City           | Libre.   |          |          |          |
| Alessandro Hojabrprour | Mediocampista | Lokomotiv Plovdiv    | Libre.   |          |          |          |
| Noah Verhoeven         | Mediocampista | Fresno               | Libre.   |          |          |          |
| Terran Campbell        | Delantero     | Fresno               | Libre.   |          |          |          |
| Marcus Haber           | Delantero     | Dundee               | Libre.   |          |          |          |
| José Hernández         | Delantero     | Vancouver Whitecaps  | Libre.   |          |          |          |
| Verano                 |               |                      |          |          |          |          |
| Bandera de ?           |               | Bandera de ?         |          |          |          |          |

| Bajas        | Bajas    | Bajas        | Bajas    | Bajas    | Bajas    | Bajas    |
| Jugador      | Posición | Procedencia  | Tipo     |          |          |          |
| Invierno     | Invierno | Invierno     | Invierno | Invierno | Invierno | Invierno |
| ------------ | -------- | ------------ | -------- | -------- | -------- | -------- |
| Bandera de ? |          | Bandera de ? |          |          |          |          |
| Verano       |          |              |          |          |          |          |
| Bandera de ? |          | Bandera de ? |          |          |          |          |

- Actualizado el 26 de febrero de 2019

### Draft 2018
| N.º | Nac.              | Nombre         | Posición      | Edad    | Procedencia      |
| --- | ----------------- | -------------- | ------------- | ------- | ---------------- |
|     | Bandera de Canadá | Thomas Gardner | Mediocampista | 27 años | UBC Thunderbirds |
|     | Bandera de Canadá | Zach Verhoven  | Mediocampista | 29 años | UBC Thunderbirds |
|     | Bandera de Canadá | Nick Russell   | Mediocampista | 33 años | UBC Thunderbirds |

## Palmarés
| Competición nacional          | Títulos | Subcampeonatos |
| ----------------------------- | ------- | -------------- |
| Canadian Premier League (1/0) | 2021    |                |

## Entrenadores

### Cronología de los entrenadores
- Michael Silberbauer (2018)
- James Merriman (2018-2020) (interino)
- Pa Modou Kah (2020-2022)
- James Merriman (2022-presente)